# 清油
清油一般指平常用的花生油或者菜籽油加热以后，还没炒过菜或者还没炸过东西的油，也就是加热后还没用过的油。在四川，通常称纯菜籽油的为清油。

## 参閱
- 油菜